# ハウンター
『ハウンター』（原題：Haunter）は、2013年のカナダのホラー映画。

## あらすじ
自分が既に亡くなったことに気づいている主人公リサは、北オンタリオにある自宅に取り憑いている。亡くなったことに気づかない両親や弟と共に、一家は殺害された1985年の誕生日の前日を繰り返し続ける。リサは自身の置かれた状況をより深く理解するにつれて、別の時間軸の人物と交信できることを悟る。この能力を探っている段階で、突然青白い男が現れ事態を詮索することをやめるよう忠告する。リサはこれに従わず、将来のこの家の住人であり、次の犠牲者となってしまう少女オリビアと接触する。
オリビアや過去に殺害された他の少女の助けを受けて、リサは別の被害者の時間軸に移り、この家に関する謎を解明していく。そして、この家の以前の住人であるエドガー・マリンズが、この家に住んだ家族の父親に乗り移り、連続殺人を続けていることを悟る。
リサは家族に対して家族全員が既に亡くなっていることを気づかせ、事の解明に向けて協力を得るようになる。両親と弟が死後の世界に抜け出した後、リサはエドガーの凶行を止めるために単独で家に留まる。その後リサは、エドガーがオリビア一家を殺害する日のオリビアの精神に乗り移り、エドガーの凶行から脱出したうえで過去の被害者の魂を召喚する。エドガーは自身が過去の犠牲者を火炙りにした窯に放り込まれ焼き殺される。オリビアの父は無事に正気を取り戻し、自身に生じた事態に混乱する。
オリビア一家に再び平穏が戻ると悟ったリサは眠りにつく。リサが目覚めると、エドガーによって仕掛けられたループから脱出し、自身の家族と共に天国で誕生日の朝を迎えていた。

## キャスト
| 役名                       | 俳優                       | 日本語吹替 |
| -------------------------- | -------------------------- | ---------- |
| リサ                       | アビゲイル・ブレスリン     | 志田有彩   |
| ブルース(リサの父)         | ピーター・アウターブリッジ | 高中宏之   |
| キャロル(リサの母)         | ミシェル・ノルデン         | 喜代原まり |
| ロビー (リサの弟)          | ピーター・ダグーニャ       | 平井祥恵   |
| 青白い男                   | スティーヴン・マクハティ   | 立川三貴   |
| オリヴィア                 | エレノア・ジィシー         |            |
| デヴィッド(オリヴィアの父) | デヴィッド・ヒューレット   | 西村太佑   |
| アン(オリヴィアの母)       | サラ・マンニネン           |            |
| エミリー(オリヴィアの妹)   | マルティーヌ・キャンベル   |            |
| フランシス                 | サマンサ・ワインスタイン   |            |

## 製作
撮影はオンタリオ州トロント及びブラントフォードにて、25日間に渡って行われた。監督のナタリーは、「完成に12年を要した『スプライス』とは異なり、ハウンターは撮影を行うだけであった」と語っている。

## 公開
2013年3月9日のサウス・バイ・サウスウエスト映画祭にてプレミア上映され、同年10月18日からアメリカにて限定で劇場公開された。2014年2月11日にDVD及びBlu-rayが発売された。